# ایشتوان بتلن
ایشتوان بِتلِن (مجاری: Bethlen István; زاده ۸ اکتبر ۱۸۷۴ – درگذشته ۵ اکتبر ۱۹۴۶) سیاستمدار و از ۱۴ آوریل ۱۹۲۱ تا ۲۴ اوت ۱۹۳۱ نخست‌وزیر مجارستان بود.